# 金铁万
金铁万（朝鲜语：／ Kim Chol-man，1920年11月2日—2018年12月3日），朝鮮民主主義人民共和国（北朝鮮）軍人、政治家。朝鲜人民军大将。

## 生平
中国东北长白县十九道沟地阳溪出生（朝鲜官方称出生于朝鲜两江道云兴郡，而美国资料则宣称生于平安南道）。1937年参加东北抗日联军第六师少年连，六师七团通讯员。在野营教导旅时期，作为侦察员随吴白龙小分队在苏中国境和图们江一带游击作战，进行团结反日抗战力量的政治工作和对日军军事要冲的侦察活动。1945年回国。

## 简历
- 1948年任朝鲜人民军10师25团上校团长。
- 1950年参加朝鲜战争南下作战，表现出色。后调任民族保卫省作战参谋。
- 1955年任人民军第三十七师少将师长。
- 1962年晋升中将，
- 1964年4月任人民军总参谋部作战局局长。
- 1965年1月任第2军军长。
- 1967年11月当选为第4期议员。
- 1968年9月任副总参谋长，晋升上将，获共和国英雄称号。
- 1970年7月任人民军第一副总参谋长。
- 1970年11月朝鲜劳动党五大当选中央委员。
- 1972年7月当选为第5期议员。
- 1977年5月当选为中央政治委员会候补委员，并任朝鲜人民军第8军军长；同年12月，当选第6期议员。
- 1979年任第二经济委员会委员长、国防委员会副委员长。
- 1980年10月起任中央政治局候补委员、中央军事委员会委员。
- 1981年9月，解除政治局候补委员。
- 1986年11月，当选第8期议员。
- 1989年任军需动员总局局长，晋升大将军衔。
- 1990年4月，当选第9期议员；同年5月，当选朝鲜国防委员会委员、政治局候补委员。
- 1998年9月5日，再次当选国防委员会委员。
- 2018年12月3日，因膀胱癌去世。